# 竊盜癖
（Kleptomania）是一種心理疾病，是一種衝動控制障礙（Impulse control disorder），患者會有衝動去偷竊商店或私人住宅的東西，但偷來的東西既不是留用，也不是變賣現金，只是為了滿足偷竊時的衝動或快感。一些意見認為根據竊盜癖的主要特徵，這種疾病可以是強迫症光譜（Obsessive–compulsive spectrum）的一部分。
竊盜癖常常沒有被診斷出來，而患者常有焦慮、進食障礙和物質濫用等問題，而竊盜癖患者常因為這些相關的問題，而非竊盜癖本身，而接受治療。
竊盜癖的治療方式包括心理治療或藥物治療，可使用特異性血清素再吸收抑制劑(SSRI)、鋰鹽、抗躁症藥物等抗精神病藥物控制病情。

## 症狀與發病跡象
- 情緒焦慮、心神不寧
- 常想偷竊
- 食欲特別好或特別壞
- 咬指甲、拔頭髮等強迫行為

## 案例
- 1987年12月，藝人龍君兒在商店偷取香水、水果糖等日常用品，以《竊盜罪》判罰2500元、緩刑3年。
- 1999年7月，藝人林子祥在夏威夷店偷取墨鏡，判賠75美元。
- 2001年12月，藝人薇諾娜·瑞德在美國比佛利Saka百貨偷取服飾，判緩刑3年。
- 2007年12月，藝人布蘭妮·斯皮爾斯在美國加油站偷取打火機，並且跟偷拍仔炫耀。
- 2008年2月，藝人白靈在美國洛杉磯機場的禮品店偷取2本雜誌、2組乾電池。
- 2011年2月，藝人琳賽·蘿涵在朋友家偷取手鍊，經過朋友警告後透過助理歸還。[5]